# Martin Aufmuth
Martin Aufmuth (* 13. April 1974 in Immenstadt) ist ein deutscher Lehrer für Mathematik und Physik. Seit 2007 ist er mit verschiedenen gemeinnützigen Aktivitäten hervorgetreten. Besonderes Interesse weckt er seit 2012 mit seinem Projekt EinDollarBrille. Damit verfolgt er das Ziel, möglichst viele bedürftige Menschen in Entwicklungsländern mit preiswerten Brillen zu versorgen, die vor Ort hergestellt werden.

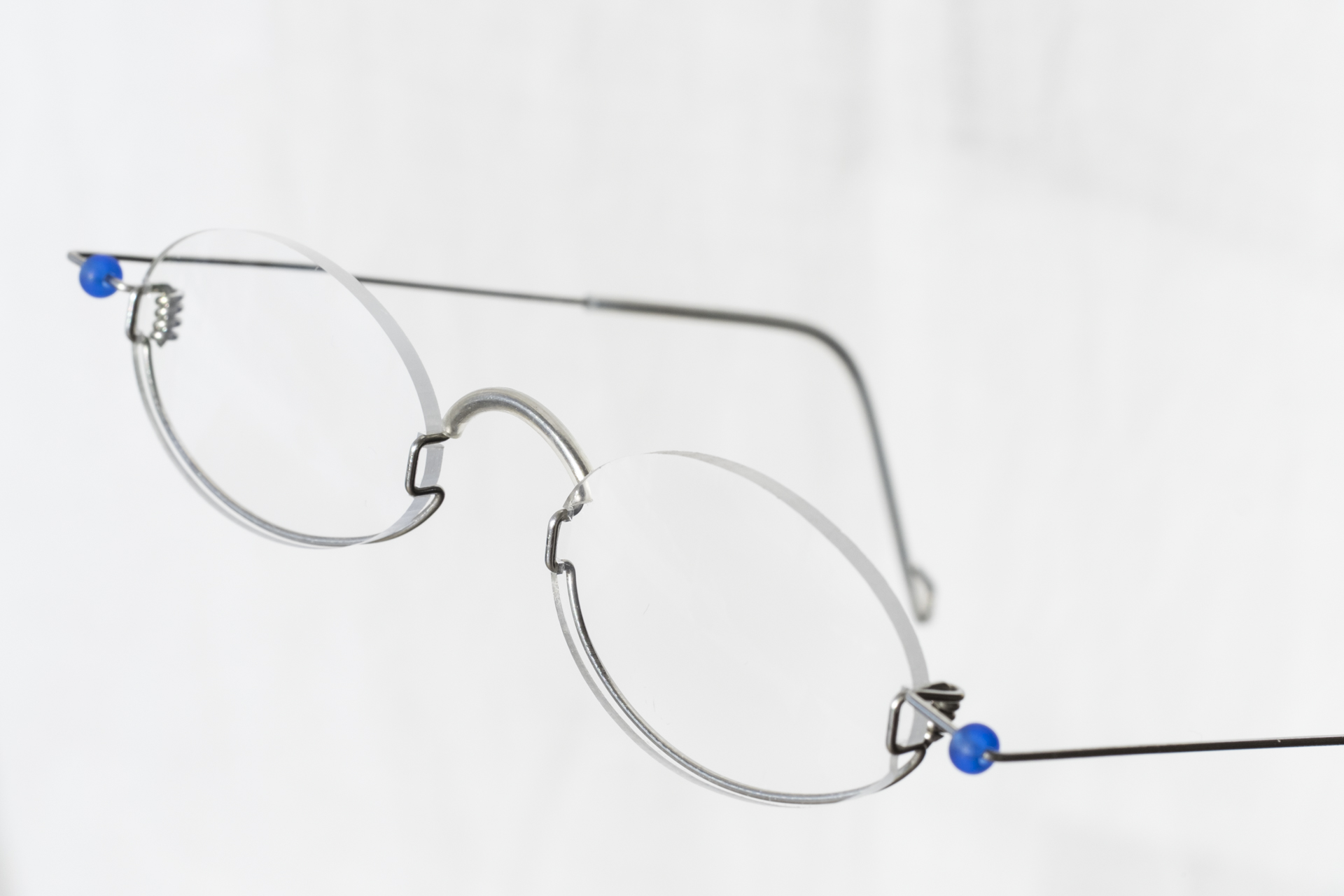
Die EinDollarBrille, eine Erfindung von Martin Aufmuth

## Werdegang
Nach dem Fachabitur an der Fachoberschule in Sonthofen absolvierte Martin Aufmuth von 1992 bis 1995 eine Ausbildung zum Radio- und Fernsehmechaniker. Anschließend leistete er Zivildienst im Krankenhaus Immenstadt. Danach besuchte er die Berufsoberschule in Kempten und bestand dort 1997 das Abitur mit Auszeichnung.
Von 1997 bis 2002 studierte Aufmuth Mathematik und Physik an der Universität Erlangen. Anschließend unterrichtete er diese Fächer an der Werner-von-Siemens-Realschule in Erlangen. Seit 2006 ist Aufmuth verheiratet. Er hat drei Kinder.
Im Juni 2012 gründete Aufmuth den gemeinnützigen Verein EinDollarBrille e.V. und wurde Vorstand des Vereins. 2014 ließ er sich vom Schuldienst beurlauben, um sich nun hauptamtlich der Arbeit für den Verein widmen zu können und den Erfolg der EinDollarBrille voranzutreiben.

## Engagement

### Spendensammlung
Martin Aufmuth startete im Juni 2007 das Internet-Projekt „BallonMillion“ mit dem Motto „10.000 Ballons für eine gerechtere Welt“ und dem Ziel, Spenden in Höhe von einer Million Euro zugunsten der Organisation Das Hunger Projekt zu sammeln. Das Ziel wurde nicht erreicht, doch kamen bis 2013 immerhin 552.550 Euro Spendengelder zusammen. Damit wurden zwei Entwicklungszentren in Malawi und Mosambik finanziert, die jeweils die Situation von rund 30.000 Menschen verbessern können. Die Aktion stand unter der Schirmherrschaft von Renate Schmidt. Zahlreiche Prominente leisteten Zuspruch und Unterstützung, darunter die Politiker Richard von Weizsäcker, Angela Merkel, Horst Köhler und Heidemarie Wieczorek-Zeul.
Aufmuth sieht die Spendensammlung im Rückblick auch als entscheidenden Schritt für sich selbst: „Am Ende ist zwar nur eine halbe Million zusammengekommen. Aber ich habe gemerkt, dass ich etwas bewegen kann. Das war ein Schlüsselerlebnis für mich.“

### Klimaschutz-Projekt
Im Jahr 2009 initiierte Aufmuth das Projekt co2maus, mit dem Schüler auf spielerische Weise motiviert wurden, sich für den Klimaschutz zu interessieren und selbst CO2 einzusparen. Nach Angaben von Aufmuth haben sich bis zum Ende des Projekts im Jahr 2013 insgesamt 45.000 Kinder und Jugendliche zusammen mit ihren Geschwistern, Eltern und Lehrern beteiligt und mehr als 40.000 Tonnen CO2 eingespart. Die Aktion erhielt mehrere Auszeichnungen.

### Versorgung armer Menschen in Entwicklungsländern mit Brillen

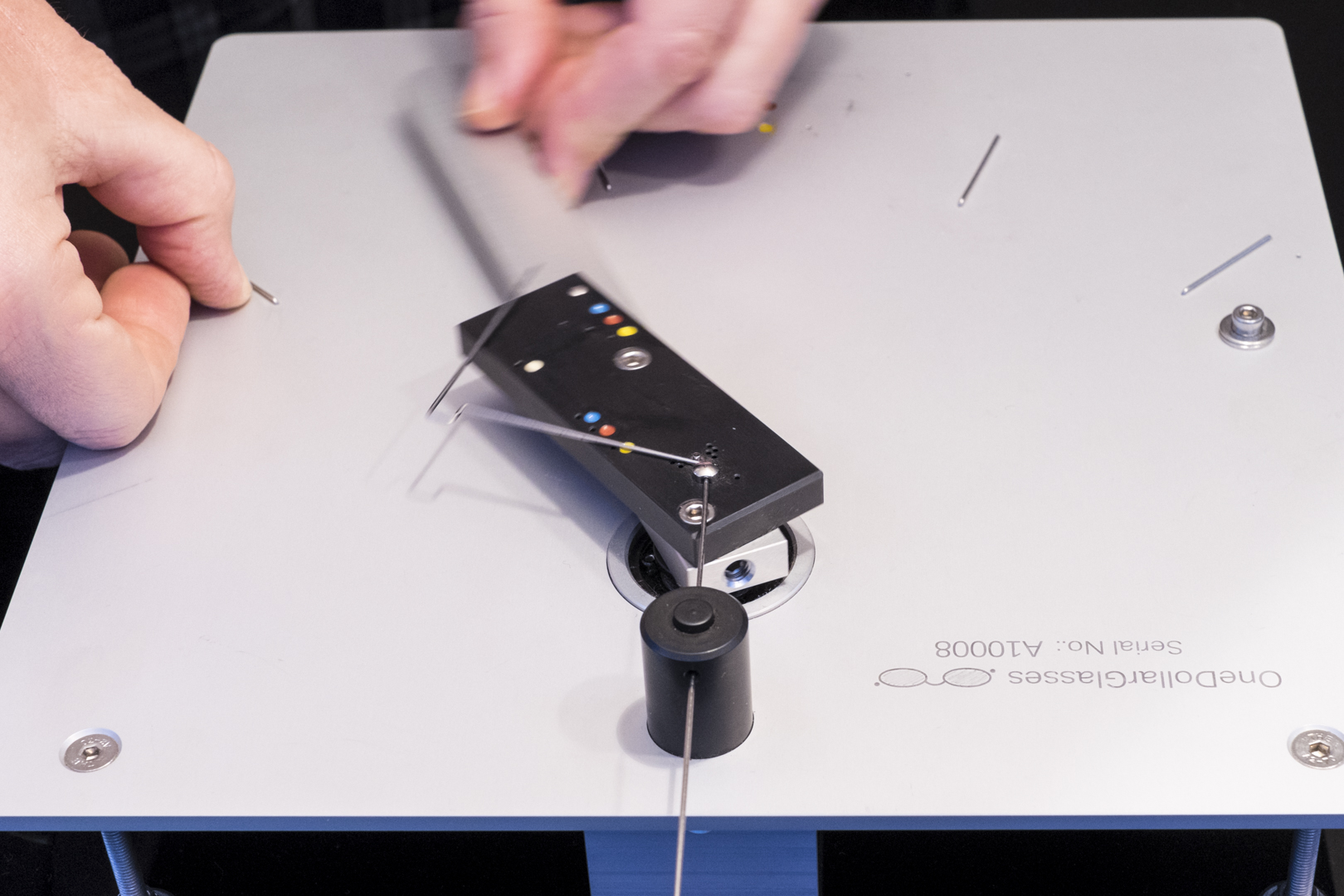
Die von Martin Aufmuth entwickelte Maschine für die Herstellung der Brillenfassung aus festem Stahldraht. Die 30 × 30 cm große Arbeitsplatte wird in den Deckel der Werkzeugboxen integriert, damit die Hersteller in den Zielländern an jedem Ort Brillen anfertigen können.

Im Juni 2012 gründete Aufmuth den Verein EinDollarBrille e.V., der in acht Ländern aktiv ist (Stand 2017). Mit der EinDollarBrille will Aufmuth Menschen in Entwicklungsländern helfen, die eine Brille brauchen und sich sonst keine leisten können. Das Material für eine Brille kostet etwa einen Dollar; die Brille wird für wenige Dollar verkauft. Die Brille ermöglicht fehlsichtigen Menschen, zum Beispiel eine Schule zu besuchen oder Arbeiten zu verrichten, die gute Augen voraussetzen.
Für die Herstellung von EinDollarBrillen entwickelte Aufmuth eine Biegemaschine, die zusammen mit weiterem Werkzeug in eine würfelförmige Holzkiste mit 30 cm Kantenlänge passt. Die Biegemaschine ermöglicht die Anfertigung von einfachen Brillengestellen aus stabilem Draht in Handarbeit. Die Brillengläser werden in einem Partnerbetrieb in China hergestellt, sie bestehen aus bruchfestem Polycarbonat mit gehärteter, kratzfester Oberfläche. Nach einem Sehtest wählt der Optiker die passenden Gläser aus einem Sortiment mit 25 verschiedenen Gläserstärken von −6 bis +6 Dioptrien. Seit 2016 werden sogar Gläser mit −10 bis +8 Dioptrien geliefert.

## Auszeichnungen
Für das Projekt co2maus
- 2009: Deutscher Klimapreis der Allianz Umweltstiftung
- 2009: Preis „Generationendialog in der Praxis – Bürger initiieren Nachhaltigkeit“, Auszeichnung durch die deutsche Bundesregierung und den Rat für Nachhaltige Entwicklung (bei insgesamt 336 Bewerbern für den Preis)
- 2009: Offizielles Projekt der Weltdekade „Bildung für eine nachhaltige Entwicklung“, Auszeichnung durch die UNESCO

Für das Projekt EinDollarBrille
- 2013: empowering people. Award der Siemens Stiftung: erster Preis (bei 800 Bewerbungen aus aller Welt)[8]
- 2015: Sonderpreis des Erlanger Medizinpreises
- 2015: Tech Award, Verleihung in San José (Kalifornien)
- 2016: Erster Preis beim Wettbewerb „Gutes Beispiel“ des Radiosenders Bayern 2[17]
- 2016: Robert E. Hopkins Leadership Award der Optical Society
- 2017: Bayerische Staatsmedaille für soziale Verdienste
- 2017: Next Economy Award, Verleihung durch die Stiftung Deutscher Nachhaltigkeitspreis in Zusammenarbeit mit dem Bundesministerium für Wirtschaft und Energie, dem Rat für Nachhaltige Entwicklung und dem DIHK
- 2017: Ashoka Fellow[18]